# Route 216 (Québec)
Pour les articles homonymes, voir Route 216.
La route 216 (R-216) est une route régionale québécoise située sur la rive sud du fleuve Saint-Laurent. Elle dessert les régions administratives de l'Estrie, du Centre-du-Québec et de Chaudière-Appalaches.

## Tracé
La route 216 débute à Sainte-Catherine-de-Hatley, sur la route 108, avant de traverser la ville de Sherbrooke. Dans cette ville, elle emprunte d'ailleurs plusieurs artères principales de la ville, notamment le boulevard de l'Université, les rues Galt et Denault, ainsi que les 12e et 13e Avenues. Elle relie également le campus principal et le campus de la santé de l'Université de Sherbrooke.
Après avoir quitté Sherbrooke, la route 216 se dirige vers Sainte-Marie où elle traverse la rivière Chaudière et le centre-ville. Elle se termine à Sainte-Perpétue, au sud de Saint-Jean-Port-Joli, sur la route 204. Une section est en gravier entre Ham-Nord et Saint-Jacques-le-Majeur-de-Wolfestown. Elle chevauche sur 13 kilomètres la route 255 entre Saint-Camille et Wotton. De plus, elle forme un triple multiplex avec les routes 269 et 271 à Saint-Jacques-de-Leeds. Avec ses 315 kilomètres, elle est une des plus longues routes secondaires du Québec et la plus longue sur la rive sud du fleuve Saint-Laurent. Une partie de son tracé fait partie des circuits historiques des chemins Craig et Gosford.

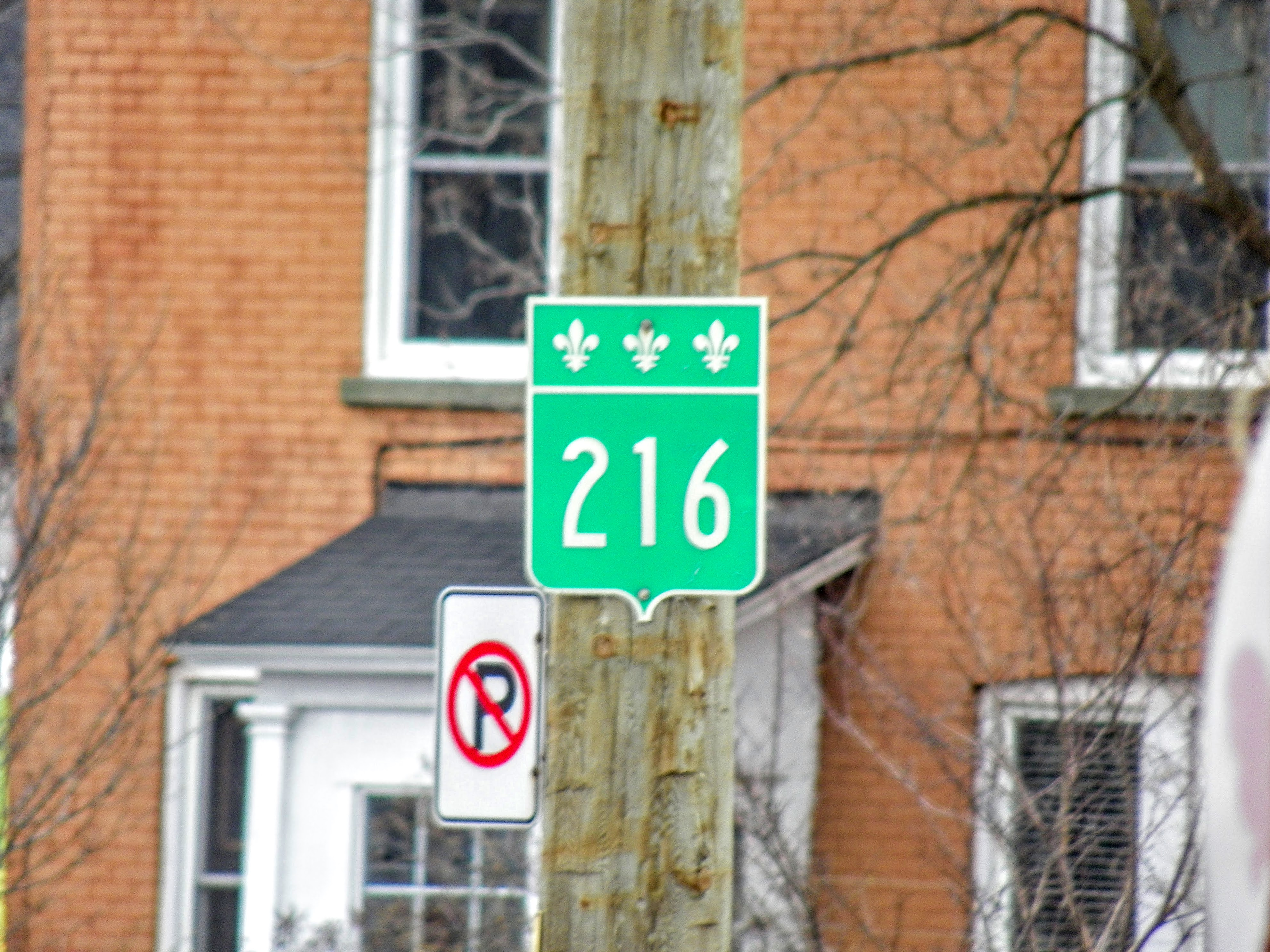
Route 216 dans l'arrondissement Les Nations à Sherbrooke.
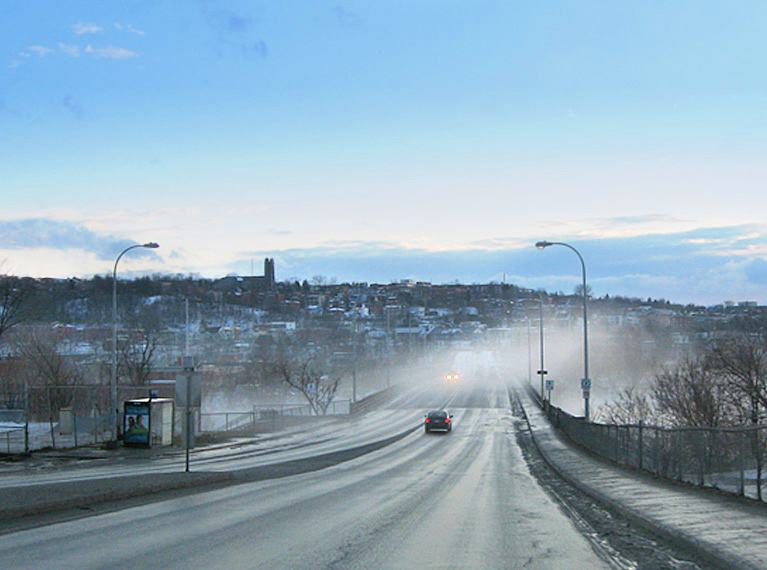
La route 216 traverse le centre-ville de Sherbrooke.
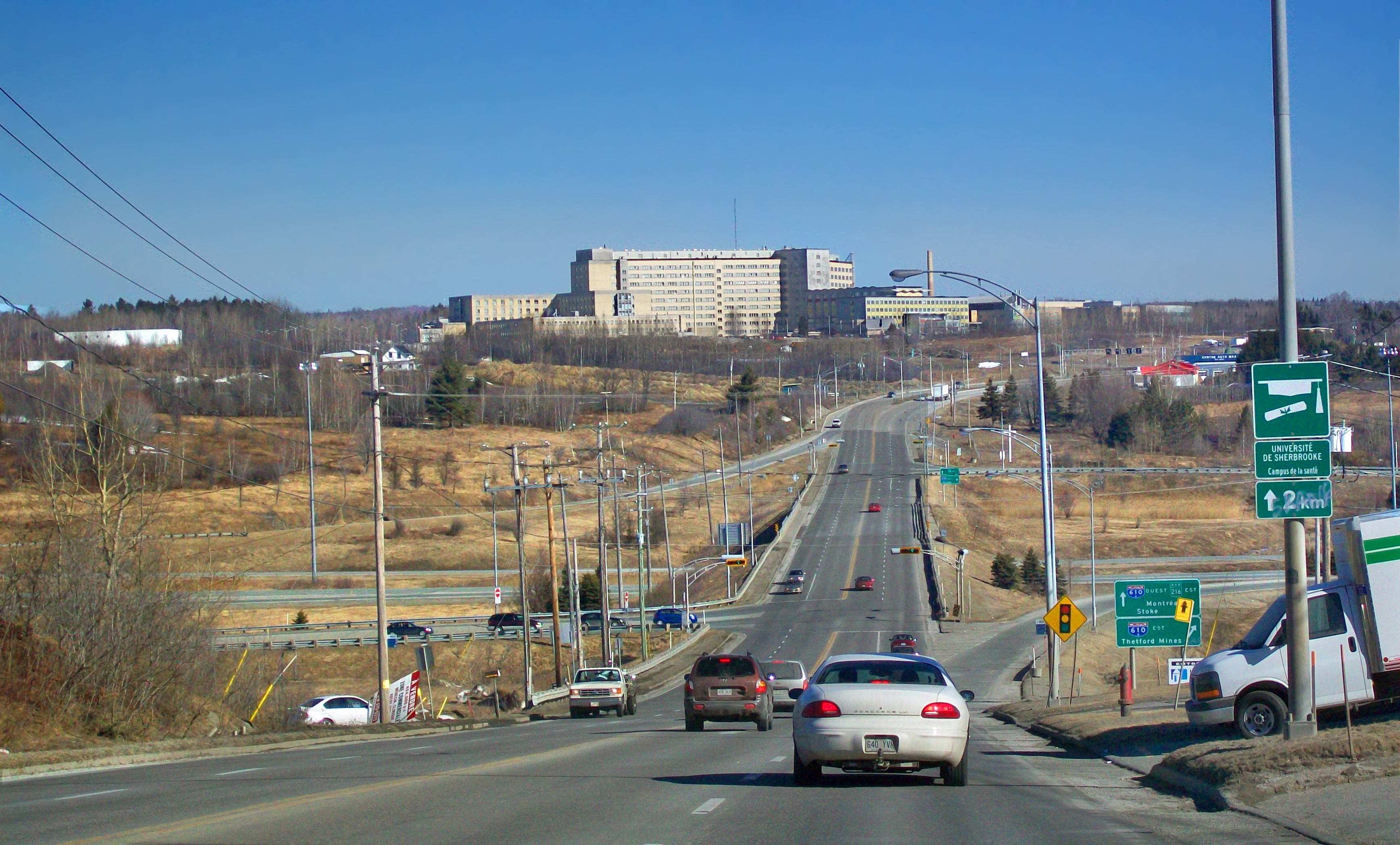
La route 216 est la principale voie d'accès au Centre hospitalier universitaire de Sherbrooke.
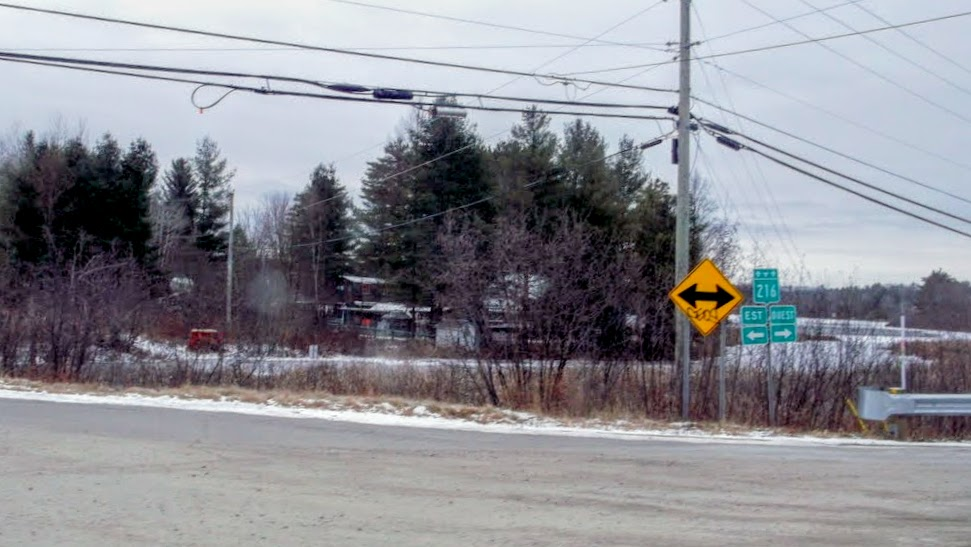
Route 216 à Stoke.
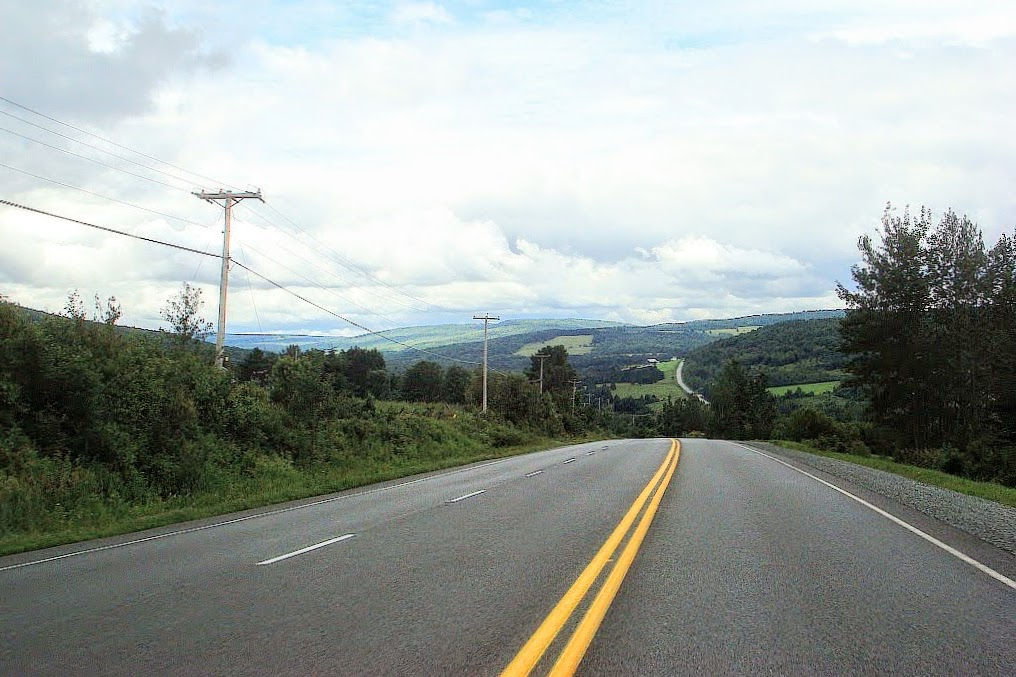
Les routes 216 et 269 traversent la vallée de la rivière Osgood à Saint-Jacques-de-Leeds.
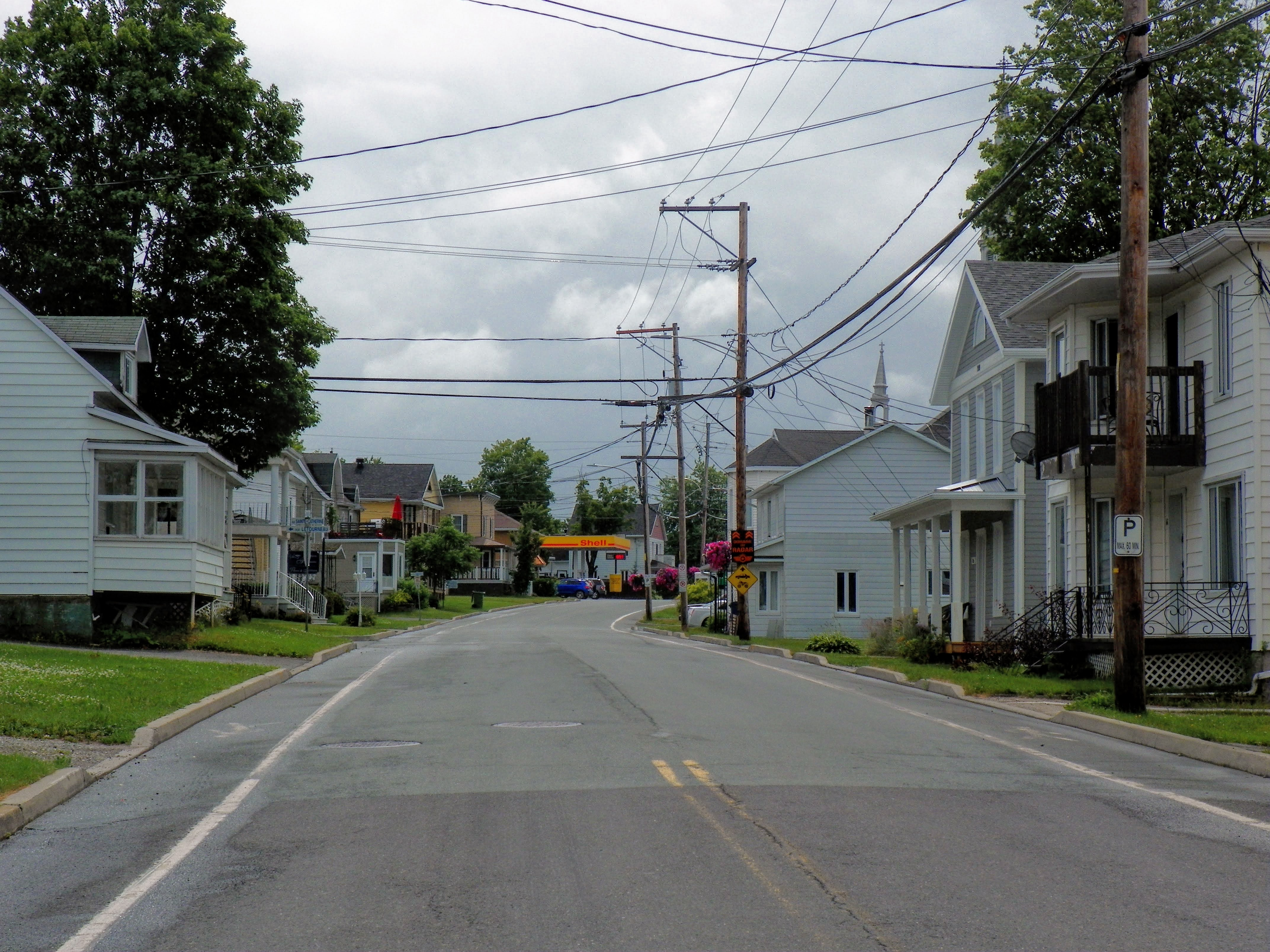
Rue principale à Saint-Sylvestre.
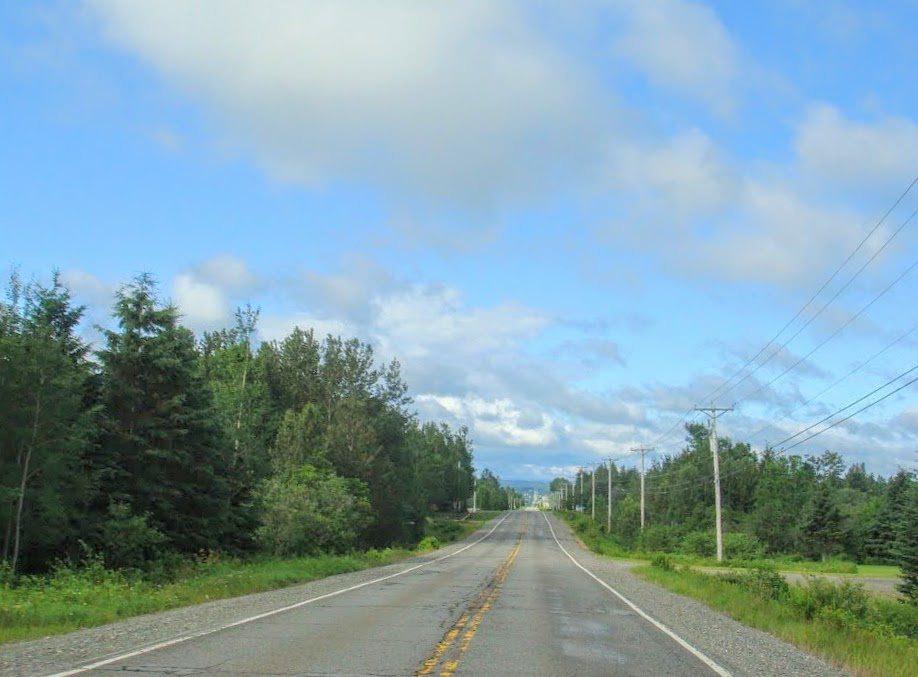
Route 216 à Sainte-Félicité.
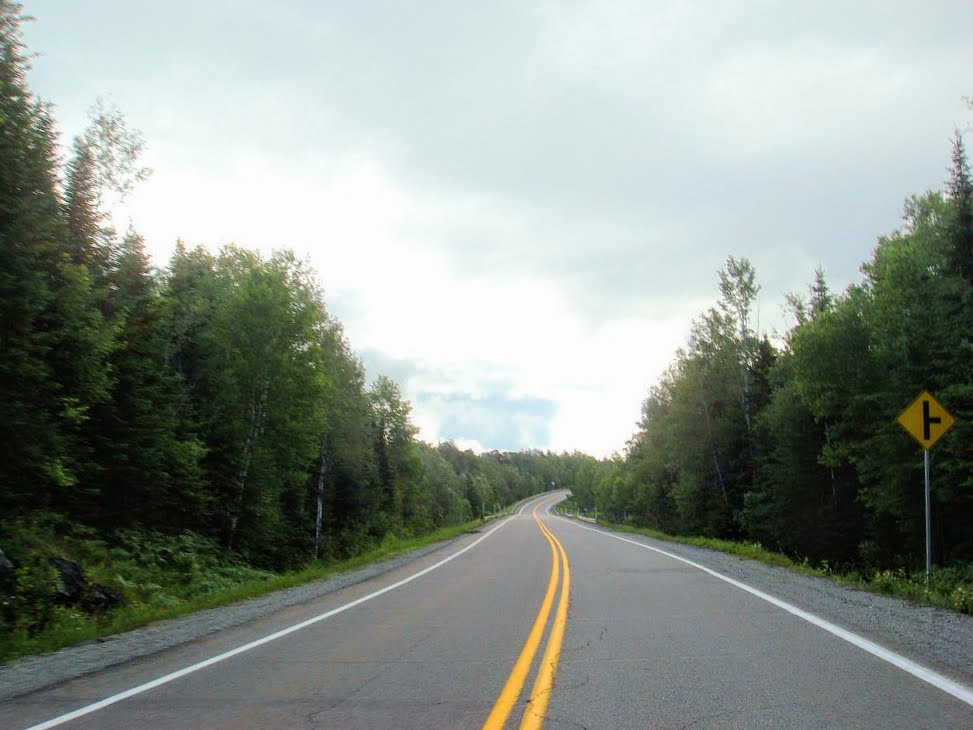
Route 216 à Saint-Marcel.

## Localités traversées (d'ouest en est)
Liste des localités traversées par la route 216, regroupées par municipalité régionale de comté.

### Estrie
Memphrémagog
- Sainte-Catherine-de-Hatley

Hors MRC
- Sherbrooke
  - Arrondissement de Brompton–Rock Forest–Saint-Élie–Deauville
  - Arrondissement Les Nations
  - Arrondissement de Fleurimont

Le Val-Saint-François
- Stoke

Les Sources
- Saint-Camille
- Wotton
- Saint-Adrien

### Centre-du-Québec
Arthabaska
- Ham-Nord

### Chaudière-Appalaches
Les Appalaches
- Saint-Fortunat
- Saint-Jacques-le-Majeur-de-Wolfestown
- Saint-Julien
- Irlande

### Centre-du-Québec
L'Érable
- Saint-Ferdinand

### Chaudière-Appalaches
Les Appalaches
- Saint-Jean-de-Brébeuf

### Centre-du-Québec
L'Érable
- Inverness

### Chaudière-Appalaches
Les Appalaches
- Kinnear's Mills
- Saint-Jacques-de-Leeds

Lotbinière
- Saint-Sylvestre

La Nouvelle-Beauce
- Saint-Elzéar
- Sainte-Marie
- Sainte-Marguerite
- Frampton

Bellechasse
- Saint-Malachie
- Saint-Nazaire-de-Dorchester
- Saint-Damien-de-Buckland
- Notre-Dame-Auxiliatrice-de-Buckland
- Saint-Philémon

Montmagny
- Saint-Paul-de-Montminy
- Sainte-Apolline-de-Patton

L'Islet
- Saint-Marcel
- Sainte-Félicité
- Sainte-Perpétue

## Intersections majeures
| MRC                     | Municipalité                          | km     | Destinations                                                  | Notes |
| ----------------------- | ------------------------------------- | ------ | ------------------------------------------------------------- | --- |
| Memphrémagog            | Sainte-Catherine-de-Hatley            | 0,00   | R-108 – Sainte-Catherine-de-Hatley, Magog, North Hatley       | |
| Sherbrooke              | Sherbrooke                            | 13,80  | A-410 – Drummondville, Montréal, Cookshire-Eaton              | Sortie 7 de l'A-410 |
| Sherbrooke              | Sherbrooke                            | 15,20  | Chemin de Sainte-Catherine / Boulevard de l'Université        | La R-216 suit le Boulevard de l'Université                                                                                      |
| Sherbrooke              | Sherbrooke                            | 16,20  | Boulevard de l'Université / Rue Galt O.                       | La R-216 suit la Rue Galt O. |
| Sherbrooke              | Sherbrooke                            | 16,50  | Rue Galt O. / Rue Jacques-Cartier                             | Rues à sens unique; la R-216 est suit la Rue Galt O. et la R-216 ouest suit la Rue Jacques-Cartier ainsi que la Rue Denault     |
| Sherbrooke              | Sherbrooke                            | 17,50  | Rue Galt O. / Rue Denault                                     | Rues à sens unique; la R-216 est suit la Rue Galt O. et la R-216 ouest suit la Rue Denault                                      |
| Sherbrooke              | Sherbrooke                            | 19,50  | R-143 (Rue Wellington S.)                                     | |
| Sherbrooke              | Sherbrooke                            | 21,00  | Boulevard Lavigerie / Rue Galt E.                             | La R-216 suit le Boulevard Lavigerie                                                                                            |
| Sherbrooke              | Sherbrooke                            | 22,30  | R-112 (Rue King E.)                                           | |
| Sherbrooke              | Sherbrooke                            | 25,50  | A-610 – Drummondville, Montréal, Thetford Mines               | Sortie 7 de l'A-610 |
| Les Sources             | Saint-Camille                         | 59,10  | R-255 sud – Dudswell                                          | Terminus ouest du multiplex avec la R-255                                                                                       |
| Les Sources             | Wotton                                | 70,80  | R-255 nord – Val-des-Sources, Danville                        | Terminus est du multiplex avec la R-255; Danville indiqué en direction ouest seulement                                          |
| Les Sources             | Saint-Adrien                          | 82,70  | R-257 sud – Ham-Sud, Weedon                                   | Terminus nord de la R-257; Weedon indiqué en direction ouest seulement                                                          |
| Arthabaska              | Ham-Nord                              | 92,50  | R-161 nord – Victoriaville, Notre-Dame-de-Ham                 | Terminus ouest du multiplex avec la R-161; Victoriaville indiqué en direction est, Notre-Dame-de-Ham indiqué en direction ouest |
| Arthabaska              | Ham-Nord                              | 97,80  | R-161 sud – Disraeli                                          | Terminus est du multiplex avec la R-161                                                                                         |
| Les Appalaches          | Saint-Jacques-le-Majeur-de-Wolfestown | 106,20 | vvv R-263 nord – Saint-Fortunat, Princeville                  | Terminus ouest du multiplex avec la R-263                                                                                       |
| Les Appalaches          | Saint-Jacques-le-Majeur-de-Wolfestown | 107,60 | R-263 sud – Saint-Jacques-le-Majeur-de-Wolfestown, Disraeli   | Terminus est du multiplex avec la R-263                                                                                         |
| L'Érable                | Saint-Ferdinand                       | 125,30 | R-165 nord – Plessisville                                     | Terminus ouest du multiplex avec la R-165                                                                                       |
| Les Appalaches          | Irlande                               | 127,90 | R-165 sud – Thetford Mines, Black Lake                        | Terminus est du multiplex avec la R-165; Thetford Mines indiqué en direction est, Black Lake indiqué en direction ouest         |
| Les Appalaches          | Saint-Jean-de-Brébeuf                 | 139,10 | R-267 – Inverness, Thetford Mines                             | |
| Les Appalaches          | Saint-Jacques-de-Leeds                | 150,60 | R-269 sud – Thetford Mines                                    | Terminus ouest du multiplex avec la R-269                                                                                       |
| Les Appalaches          | Saint-Jacques-de-Leeds                | 154,20 | R-271 sud – Saint-Pierre-de-Broughton, East Broughton         | Terminus ouest du multiplex avec la R-271; East Broughton indiqué en direction ouest seulement                                  |
| Les Appalaches          | Saint-Jacques-de-Leeds                | 159,00 | R-271 nord – Sainte-Agathe-de-Lotbinière, Laurier-Station     | Terminus est du multiplex avec la R-271; Laurier-Station indiqué en direction est seulement                                     |
| Les Appalaches          | Saint-Jacques-de-Leeds                | 160,20 | R-269 nord – Québec                                           | Terminus est du multiplex avec la R-269                                                                                         |
| La Nouvelle-Beauce      | Sainte-Marie                          | 187,10 | R-173 sud – Vallée-Jonction, Saint-Georges                    | Terminus ouest du multiplex avec la R-173; indications en direction ouest seulement                                             |
| La Nouvelle-Beauce      | Sainte-Marie                          | 188,60 | R-173 nord – Lévis                                            | Terminus est du multiplex avec la R-173; indications en direction ouest seulement                                               |
| La Nouvelle-Beauce      | Sainte-Marguerite                     | 198,50 | R-275 nord – Sainte-Hénédine, Saint-Isidore                   | Terminus ouest du multiplex avec la R-275; Saint-Isidore indiqué en direction ouest seulement                                   |
| La Nouvelle-Beauce      | Frampton                              | 209,70 | R-275 sud – Frampton                                          | Terminus est du multiplex avec la R-275                                                                                         |
| Bellechasse             | Saint-Malachie                        | 216,50 | R-277 nord – Sainte-Claire, Lévis                             | Terminus ouest du multiplex avec la R-277; Lévis indiqué en direction est seulement                                             |
| Bellechasse             | Saint-Malachie                        | 221,50 | R-277 sud – Lac-Etchemin                                      | Terminus est du multiplex avec la R-277; indications en direction ouest seulement                                               |
| Bellechasse             | Notre-Dame-Auxiliatrice-de-Buckland   | 240,80 | R-279 nord – Saint-Damien-de-Buckland                         | Terminus sud de la R-279 |
| Bellechasse             | Saint-Philémon                        | 251,90 | R-281 – Saint-Raphaël, Saint-Magloire                         | |
| Montmagny               | Saint-Paul-de-Montminy                | 264,10 | R-283 sud – Saint-Fabien-de-Panet                             | Terminus ouest du multiplex avec la R-283                                                                                       |
| Montmagny               | Saint-Paul-de-Montminy                | 267,40 | R-283 nord – Montmagny, Notre-Dame-du-Rosaire                 | Terminus est du multiplex avec la R-283; Notre-Dame-du-Rosaire indiqué en direction ouest seulement                             |
| L'Islet                 | Saint-Marcel                          | 292,00 | R-285 – L'Islet, Saint-Adalbert                               | |
| L'Islet                 | Sainte-Perpétue                       | 313,10 | R-204 – Sainte-Perpétue, Saint-Jean-Port-Joli, Saint-Pamphile | |
| - Terminus de multiplex |                                       |        |                                                               | |